# Fuentidueña
Fuentidueña is een gemeente in de Spaanse provincie Segovia in de regio Castilië en León met een oppervlakte van 50,55 km². Fuentidueña telt 148 inwoners (1 januari 2016).

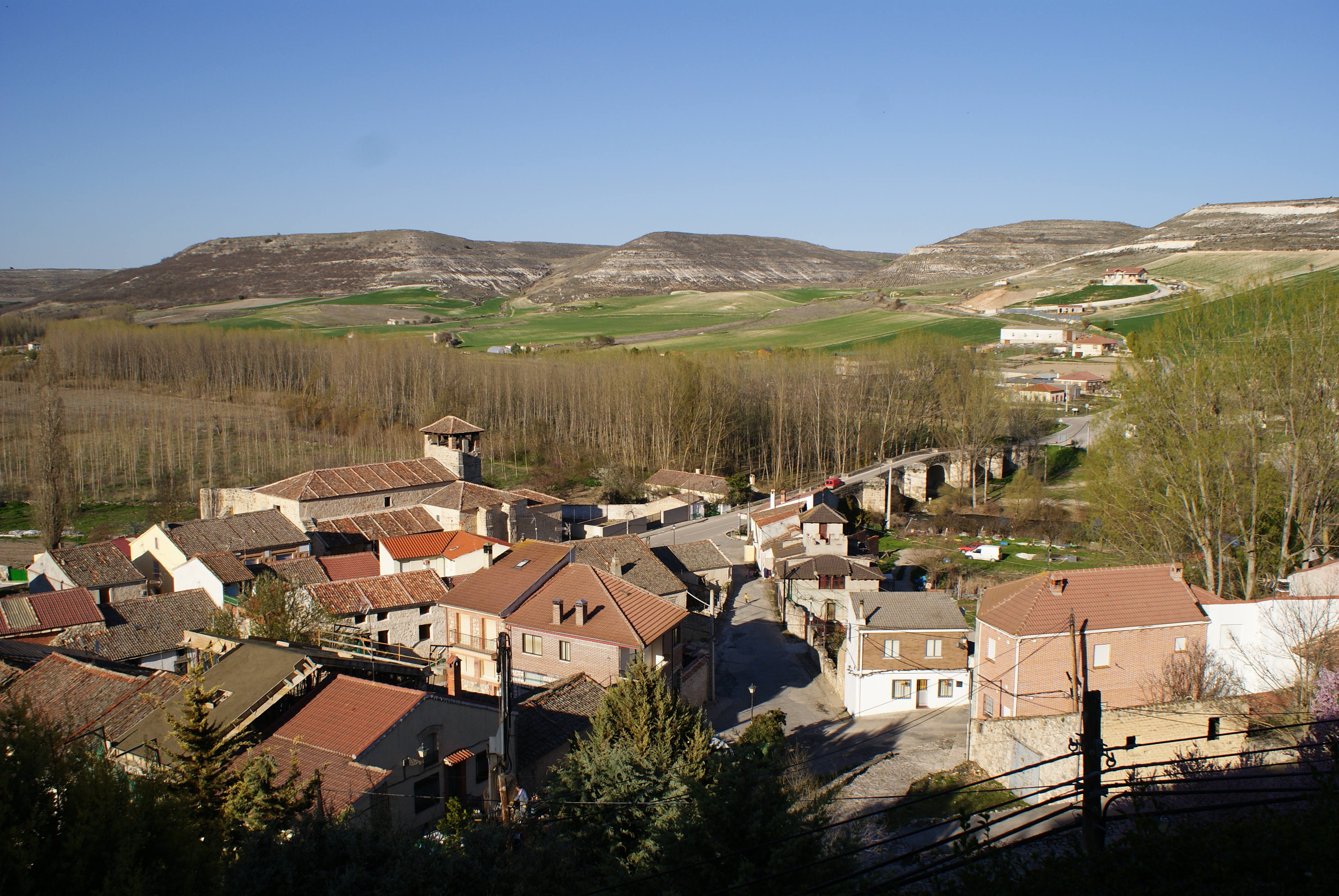
Fuentidueña
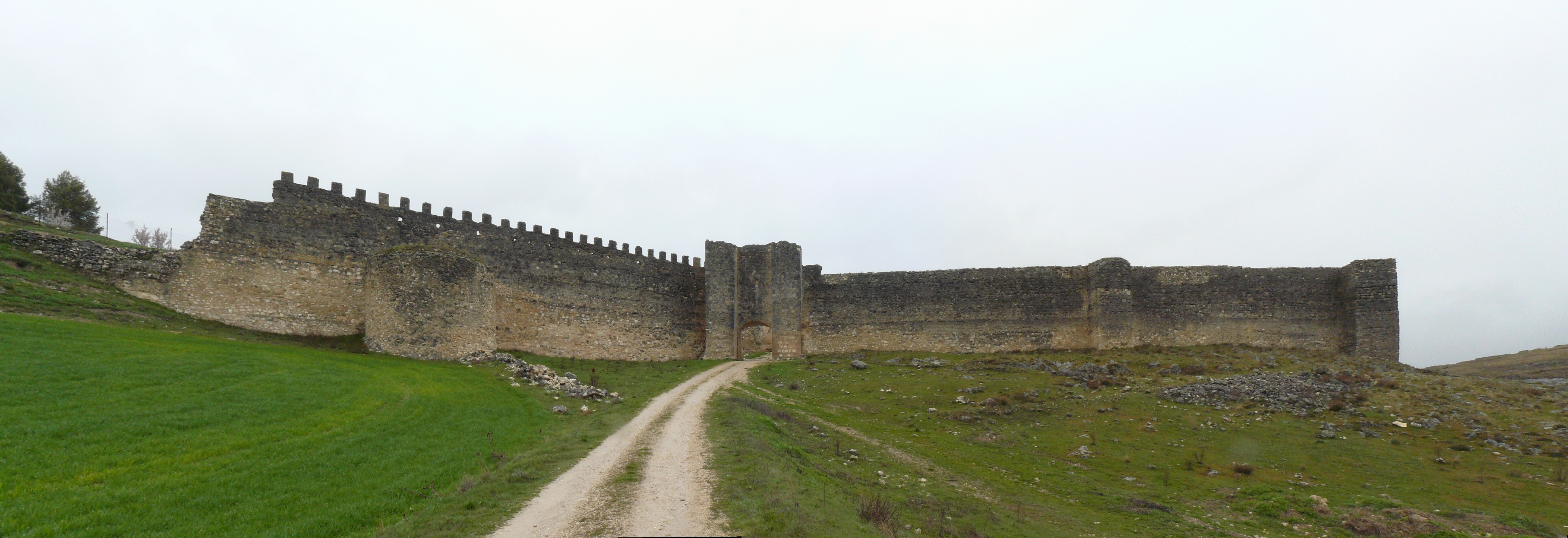
Poort van Alfonso VIII, Fuentidueña
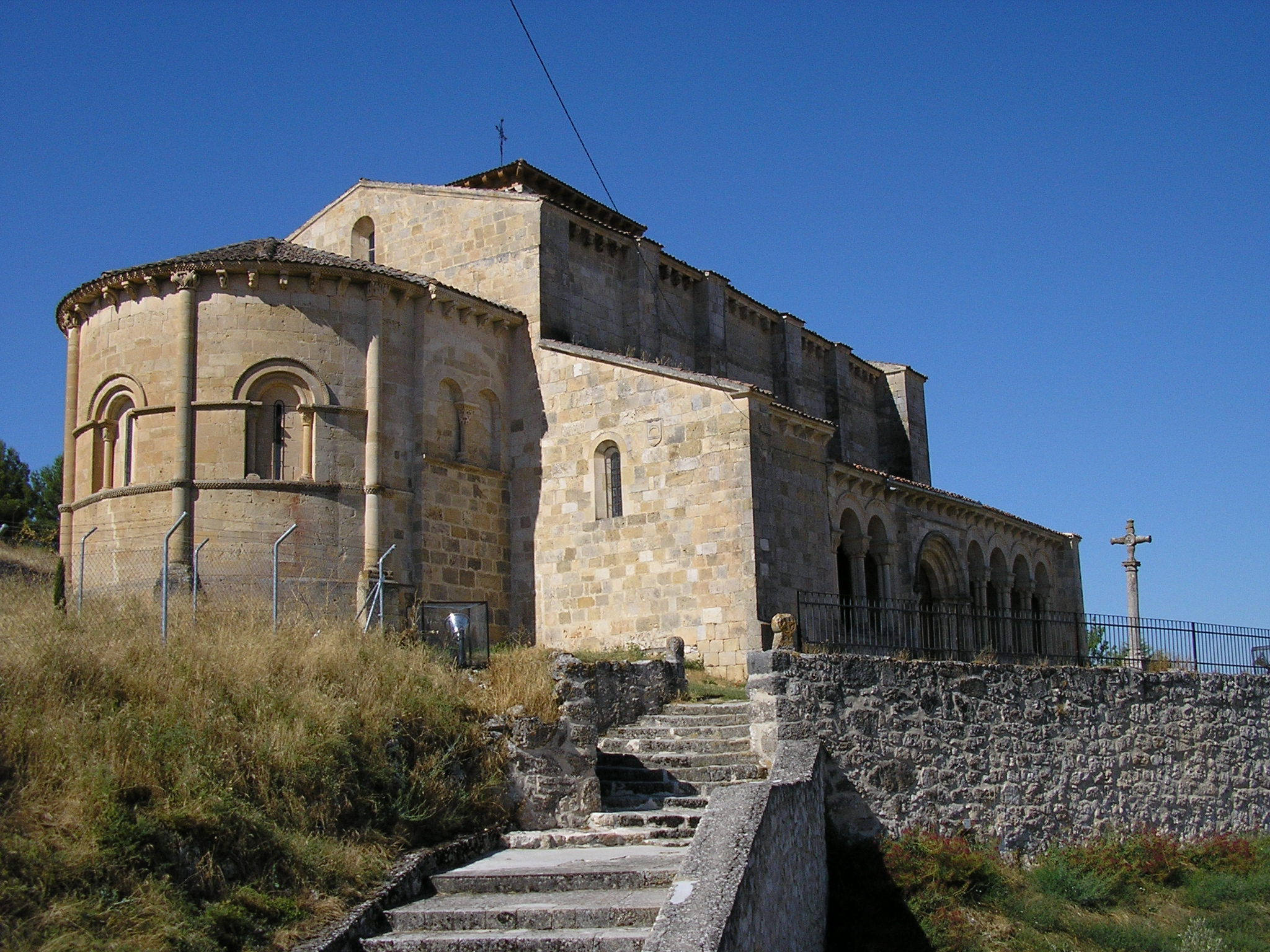
Kerk van San Miguel, Fuentidueña
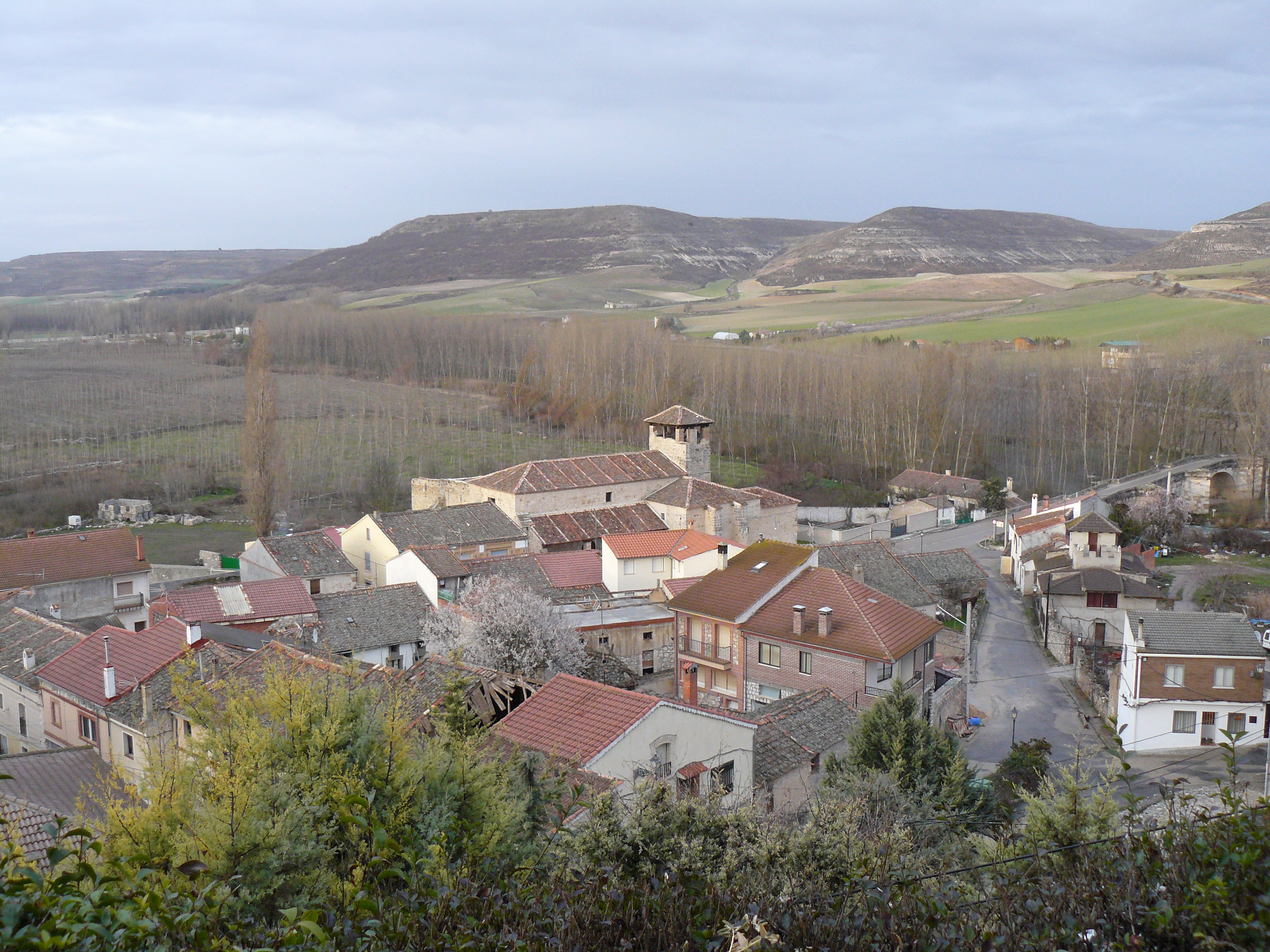
Uitzicht op Fuentidueña met de kerk Santa María la Mayor

## Demografische ontwikkeling
Bron: INE, 1857-2011: volkstellingen